# Кіміндія
Кіміндія (рум. Chimindia) — село у повіті Хунедоара в Румунії. Входить до складу комуни Хереу.
Село розташоване на відстані 292 км на північний захід від Бухареста, 6 км на схід від Деви, 108 км на південний захід від Клуж-Напоки, 137 км на схід від Тімішоари.

## Населення
За даними перепису населення 2002 року у селі проживали 383 особи.
Національний склад населення села:
| Національність | Кількість осіб | Відсоток |
| -------------- | -------------- | -------- |
| румуни         | 362            | 94,5%    |
| угорці         | 15             | 3,9%     |
| цигани         | 6              | 1,6%     |

Рідною мовою назвали:
| Мова      | Кількість осіб | Відсоток |
| --------- | -------------- | -------- |
| румунська | 377            | 98,4%    |
| угорська  | 6              | 1,6%     |